# Nikephoros
Pour les personnages nommés Nikephoros, voir Nicéphore.
Nikephoros (littéralement « qui porte la victoire ») est une revue historique consacrée au sport antique. Elle fut fondée en 1988 notamment par Wolfgang Decker. Un numéro est publié chaque année avec des articles en allemand, français, italien et anglais.
Outre Wolfgang Decker, Peter Mauritsch, Werner Petermandl et Jean-Paul Thuillier, notamment, prennent part à cette revue.